# Катастрофа Ил-12 в Красноярске
В субботу 18 декабря 1947 года в Красноярске потерпел катастрофу Ил-12 компании Аэрофлот, в результате чего погибли 7 человек.

## Катастрофа
Ил-12 с бортовым номером СССР-Л1343 выполнял полёт из Красноярска в Омск, а пилотировал его экипаж во главе с командиром (КВС) Н. Г. Ярошенко. В 08:30 самолёт вылетел из красноярского аэропорта. На его борту находились 25 человек: 5 членов экипажа и 20 пассажиров.
В 08:45 с самолёта доложили о падении давления масла в левом двигателе. Ил-12 при этом находился на высоте одной тысячи метров. Зафлюгировав левый винт и выключив левый двигатель, экипаж развернулся обратно к аэропорту вылета. На заходе на посадку скорость была выше рекомендуемой, к тому же при подлёте к ВПП передняя опора не успела ещё полностью выйти. В связи с этим экипаж ушёл на второй круг. Также была безуспешная попытка запустить неработающий двигатель.
При наборе высоты авиалайнер начало постепенно разворачивать влево, в сторону неработающего двигателя, при этом в 2—2,5 километрах от ВПП этот разворот стал круче, в связи с чем самолёт, войдя в левый крен, начал терять высоту.
В 40—50 метрах от земли произошёл срыв потока, и Ил-12 рухнул левой плоскостью крыла на землю. От удара фюзеляж разломило надвое, а оба двигателя отвалились. Пожара на месте крушения не возникло.
В результате происшествия штурман и 8 пассажиров были ранены, а остальные 4 члена экипажа и ещё 3 пассажира погибли.

## Причины
Причины катастрофы:
1. Недостаточная натренированность командира экипажа в полёте на одном двигателе (причина его отказа — разрушение воздушного компрессора АК-50)
2. Отказ системы вывода левого винта из флюгерного положения, из-за чего попытка экипажа запустить отказавший двигатель при заходе на посадку не удалась.
3. Медленный подъем и выпуск шасси на самолётах Ил-12.